# Johann Friedrich Struensee
Johann Friedrich Struensee (5 de agosto de 1737 - 28 de abril de 1772) foi um médico alemão. Tornou-se médico pessoal do rei Cristiano VII da Dinamarca, que sofria sinais de loucura, e ministro do governo dinamarquês. Subiu até à posição de regente "de facto" do país, onde tentou levar a cabo várias reformas. O seu caso amoroso com a rainha Carolina Matilde causou grande escândalo, principalmente depois do nascimento de uma filha, a princesa Luísa Augusta, e foi catalisador de intrigas e jogos de poder que causaram a sua queda e morte dramáticas.

## Educação e Inicio de Carreira

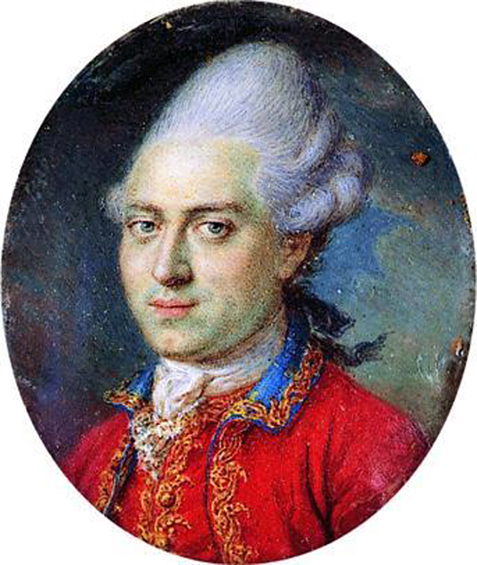
Retrato em miniatura de Struensee.

Nascido em Halle an der Saale e batizado na Kirche St. Moritz a 7 de agosto de 1737, Struensee era o terceiro dos seis filhos de Maria Dorothea Carl e do teólogo pietista Adam Struensee, doutorado em Teologia pela Universidade de Halle em 1757, pastor do distrito de Altona (Hamburgo) de 1757 a 1760 e real superintendente geral de Schleswig-Holstein de 1760 a 1791. Os Struensee eram uma respeitável família da classe média que acreditava na tolerância religiosa. Johann e mais dois dos seus irmãos frequentaram a universidade, mas nenhum deles  tornar-se-ia teólogo como o pai. Duas das suas irmãs casaram-se com pastores da Igreja Luterana.  
Aos quinze anos de idade, a 5 de agosto de 1752, Johann entrou para a Universidade de Halle, onde estudou Medicina e se formou em 12 de dezembro de 1757. A universidade mostrou-lhe os ideais do Iluminismo, assim como a crítica e à Reforma. O jovem apoiava esses novos ideais, tornando-se um defensor do ateísmo e dos ensaios de Claude Adrien Helvétius, entre outros pensadores materialistas franceses.
Em 1758, mudou-se, com seus pais, para  Altona, onde Adam Struensee se tornou pastor da Marienkirche. Pouco depois encontrou emprego como médico público na cidade, na propriedade do conde Bertrand de  Rantzau e no distrito de Pinneberg (Schleswig-Holstein). O seu ordenado era muito modesto, pelo que Johann trabalhava também a título privado para complementar seus rendimentos.
Os seus pais voltaram a mudar-se, desta vez para Rendsburg (Schleswig-Holstein) em 1760, onde o pai se tornou primeiro superintendente (uma posição que se pode comparar à de um bispo) do ducado e, afinal, superintendente geral de Schleswig-Holstein. Johann, então com 23 anos, passou a viver sozinho pela primeira vez na vida, mas as suas ambições não correspondiam às suas posses económicas. Contudo, a sua grande inteligência e os modos elegantes não demoraram a torná-lo conhecido entre os círculos mais altos da sociedade, e seus contemporâneos divertiam-se com as suas opiniões controversas.
Johann era ambicioso e pediu ajuda financeira ao governo dinamarquês através do ministro de negócios estrangeiros, o conde Johann Hartwig Ernst von Bernstorff. Tentou também enveredar pela escrita, chegando a publicar algumas de suas ideias iluministas no jornal Zum Nutzen und Vergnügen (Para Beneficio e Entretenimento).

## Médico do rei Cristiano VII

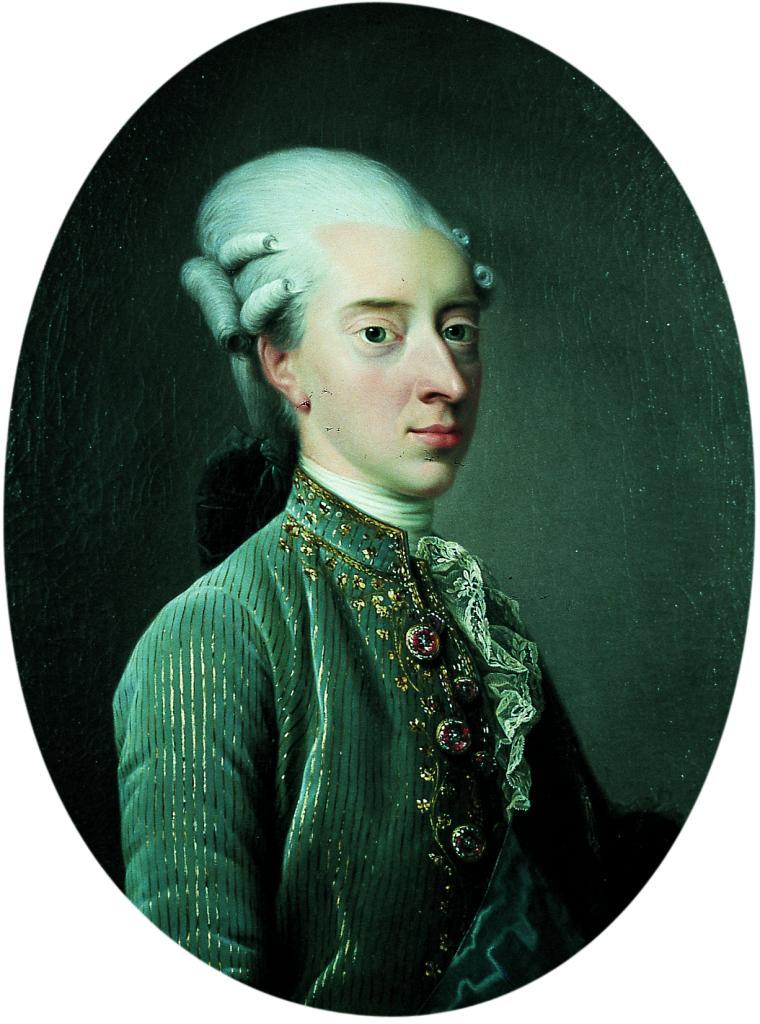
O rei Cristiano VII que muitos acreditam ter sofrido de esquizofrenia.

Durante os quase dez anos que passou em Altona, Struensee passou a fazer parte de um círculo de aristocratas que tinham sido expulsos da corte de Copenhaga. Entre eles estavam Enevold Brandt e o conde Schack Carl Rantzau, líder de um círculo de partidários do Iluminismo  que fez de Struensee o seu protegido, recomendando-o para ser o médico de Cristiano VII durante uma longa viagem  pelas cortes do oeste da Alemanha, Países Baixos, Inglaterra e França. 
O rei passou os meses de junho e julho de 1767 em Schleswig-Holstein na companhia da sua corte e chancelaria.  A 5 de abril de 1768, Struensee foi contratado oficialmente como médico de viagem e acompanhou a comitiva do rei em sua ida a Paris, Londres e Hanôver, entre  6 de maio de 1768 e 12 de janeiro de 1769. Struensee era um médico inteligente e, tendo  até certo ponto  recuperado a saúde do rei durante a viagem, ganhou o respeito de todos. Recebeu o título de conselheiro de estado em 12 de maio de 1768, pouco mais de uma semana depois de deixar Altona. Nesse ano também se tornou doutor em Medicina pela Universidade de Oxford.
Durante a viagem de oito meses, Struensee também criou uma relação próxima com Cristiano VII. Os seus ministros, Bernstorff e Schimmelmann, viam-no como uma boa influência sobre o monarca, apoiando a decisão de torná-lo médico pessoal do rei, em janeiro de 1769, após seu regresso a Copenhaga.

## Ascensão de Struensee

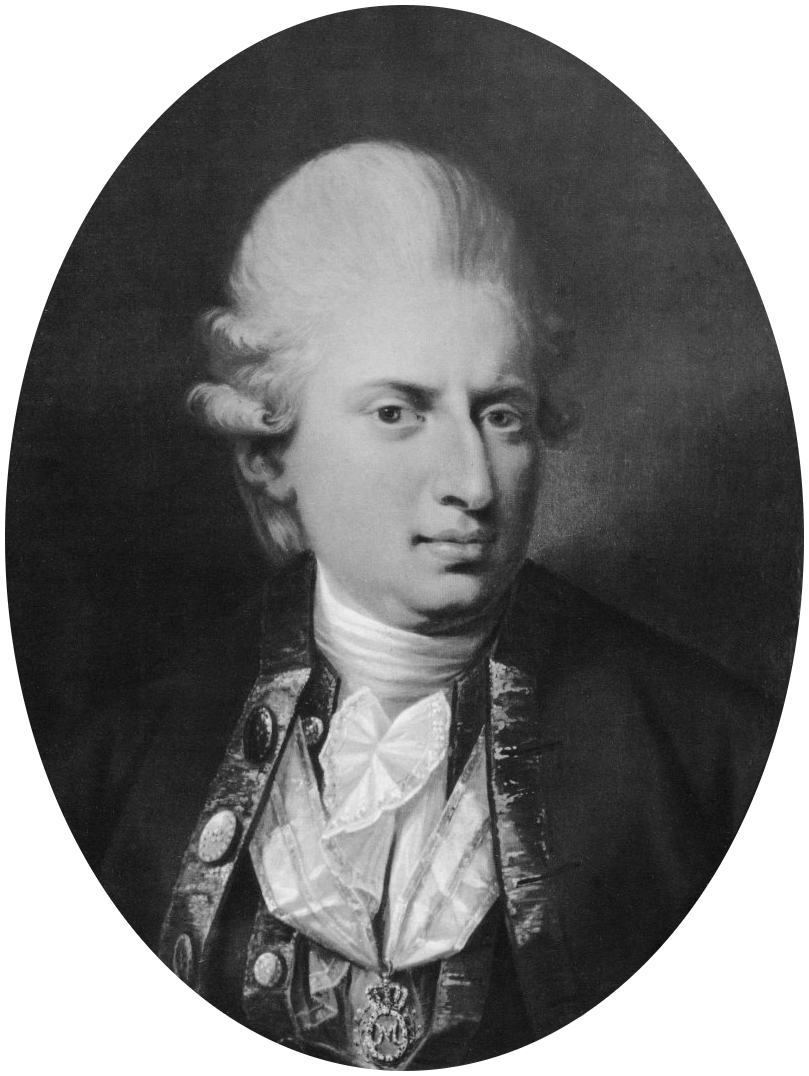
Struensee em 1771.

Uma das primeiras ações de Struensee em Copenhaga foi a de reconciliar o rei e sua mulher, a rainha Carolina Matilde (irmã do rei Jorge III do Reino Unido). A princípio, a rainha não simpatizava com Struensee, mas sentia-se infeliz no seu casamento, recebendo pouca atenção do rei, sentindo-se rejeitada e tratada desdenhosamente, além de afetada pela  doença mental do marido. Struensee era uma das poucas pessoas que lhe prestava atenção e aparentemente fazia tudo para fazê-la esquecer os seus problemas. Com o tempo, o afeto que da rainha  pelo jovem médico começou a aumentar e, na primavera de 1770, eles  já eram amantes. A bem-sucedida vacinação  do príncipe-herdeiro contra a varíola em maio daquele ano fortaleceu ainda mais a posição de Struensee.
Ele envolveu-se bastante na educação do príncipe-herdeiro, o futuro rei Frederico VI, tendo nela incluído os princípios do Iluminismo, principalmente os que diziam respeito ao regresso à natureza, defendidos por Jean-Jacques Rosseau. Contudo, Struensee tinha a sua própria interpretação, mais rigorosa, dos ideais de Rosseau, tendo isolado o príncipe e encorajando-o a fazer tudo sozinho. Também levou a cabo a ideia de Rosseau de que o frio fazia bem às crianças, e o príncipe-herdeiro acabava por ser deixado com pouca roupa durante o inverno.
Struensee foi nomeado conselheiro real a 5 de maio de 1770 e Maître des requêtes em 18 de Dezembro do mesmo ano.
A corte e o governo passaram o verão de 1770 em Schleswig-Holstein. A 15 de setembro, o rei dispensou Bernstorff e, dois dias depois, Struensee tornou-se conselheiro privado, consolidando assim o seu poder e dando início a um período de dezesseis meses que ficou conhecido como "A Era de Struensee". Quando, ao longo daquele ano, o rei começou a entrar num período de torpor mental, a autoridade de Struensee tornou-se inquestionável.

### Controle do governo

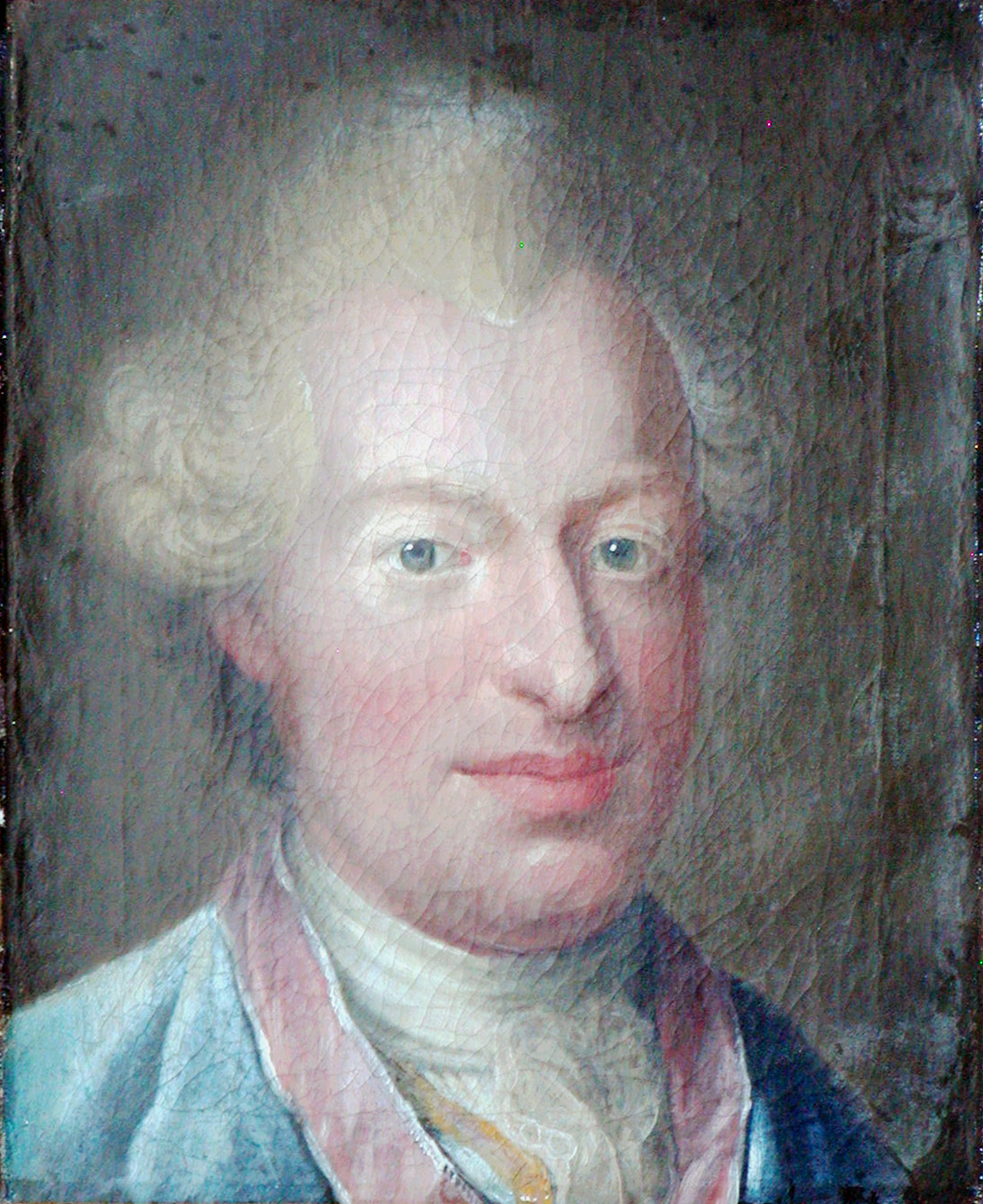
Johann Friedrich Struensee.

Discretamente, Struensee começa a controlar a máquina política da Dinamarca. Finalmente, em 8 de dezembro de 1770, aboliu o conselho de estado, autonomeando-se conselheiro de estado. Passou a ser seu dever apresentar todos os relatórios dos vários departamentos de estado ao rei. Visto que este já não conseguia controlar as suas ações, Struensee dava as ordens que quisesse em seu nome.
Depois, dispensou todos os chefes de departamento e aboliu todos os governos noruegueses. A partir de então, tornou-se a principal fonte de poder, a autoridade suprema do estado e empreendeu uma série de reformas: instituição da contratação de funcionários públicos com base exclusivamente no mérito (4 de setembro de 1770), simplificação do aparato administrativo do Estado (31 de janeiro de 1771), redução da influência dos grandes proprietários de terras (19 de novembro de 1770), introdução de melhorias na rede escolar e no sistema de saúde pública (22 de março de 1771 e 9 de maio de 1771), supressão da pena de morte para o crime de roubo (8 de março de 1771) e abolição do uso da tortura para obter confissões de suspeitos (16 de novembro de 1771) e o fim dos privilégios para membros do governo ou pessoas com cargos públicos. Struensee teve poder absoluto durante dez meses, entre 20 de março de 1771 e 16 de janeiro de 1772, e, durante esse período, publicou nada menos que 1069 ordens, ou seja, cerca de três por dia. Por isso foi acusado de ter uma "mania" imprudente por reformas. Foi também criticado por não respeitar os costumes dinamarqueses e noruegueses, que ele considerava baseados em preconceitos, e de pretender substituí-los por princípios mais abstratos. Além disso, Struensee não falava dinamarquês, levando a cabo os seus deveres em alemão. Para se certificar de que as suas ordens eram respeitadas, dispensou todos os funcionários de departamentos públicos, sem lhes oferecer nenhuma compensação, e substituiu-os por oficiais mais velhos e experientes, escolhidos a dedo por ele mesmo, chegando mesmo a nomear homens que não sabiam nada sobre o país que iam governar. Apesar de o povo dinamarquês gostar das suas reformas a princípio, não demorou a virar-se contra ele. Quando Struensee aboliu a censura à imprensa, começaram a chover panfletos contra ele.
Contudo, apesar dos seus erros, pelo menos durante um curto período de tempo, a opinião da burguesia lhe era geralmente favorável e, tivesse ele sido mais ponderado, talvez pudesse ter desafiado qualquer oposição ao seu poder. O que mais colocou as pessoas contra ele foi o fato de colocar o rei completamente de lado, visto que ninguém fora da corte parecia acreditar que Cristiano VII estivesse realmente louco, mas sim apenas enfraquecido por ser tão negligenciado. Essa opinião ganhou mais força quando, a 14 de julho de 1771, foi publicada uma ordem que dava a Struensee o poder de impor qualquer lei, sem a aprovação real.
A relação de Struensee com a rainha também era considerada ofensiva pela população, que tinha  veneração pela casa de Oldemburgo e considerava que o comportamento de Carolina Matilde, além de  vergonhoso, enfraquecia a coroa. A sociedade que se juntava diariamente em torno do rei e da rainha provocava irrisão entre os embaixadores estrangeiros. O infeliz rei era pouco mais do que um fantoche dentro do seu próprio elemento, ainda que, por vezes, conseguisse mostrar teimosia, recusando-se a aceitar as ordens de  Struensee ou de Enevold Brandt, o camareiro real  (kammerherre). Um dia, durante um banquete, o rei jogou um limão no rosto de Brandt. Terminado o jantar, Brandt seguiu o rei até seus aposentos e exigiu-lhe desculpas. O soberano não quis se desculpar e assim os dois entraram em luta corporal, durante a qual Brandt mordeu o dedo do rei. A briga só terminou com a intervenção dos criados. Struensee não adotou nenhuma sanção contra Brandt, que após o incidente continuou a ser o acompanhante de Cristiano VII, que nutria por ele sentimentos de temor e de ódio.

## Queda
O rei, a rainha, Struensee e Enevold Brandt, juntamente com a corte real, haviam passado o verão de 1771 no Palácio de Hirschholm, ao norte de Copenhaga, lá permanecendo até ao final do outono. Em 7 de julho, a rainha dá à luz uma menina, a princesa Luísa Augusta. Foi então publicada uma proclamação, determinando que todas as igrejas rezassem um Te Deum em sua honra.
A corte muda-se novamente para o Palácio de Frederiksberg a 19 de novembro do mesmo ano. O descontentamento geral em relação a Struensee, que aumentara ao longo do outono, encontra expressão numa conspiração contra ele, liderada pelo conde Rantzau-Ascheburg, em nome da rainha-viúva Juliana Maria, que estava disposta até a retirar poder ao rei para assim assegurar a posição do seu único filho, que era meio-irmão do rei.
No inverno de 1771, a situação torna-se ainda mais desfavorável a Struensee. Em 30 de novembro de 1771, ele atribui, a si próprio e a Brandt, o título de conde, mas sua posição permanece muito incerta, visto que a dispensa de vários oficiais do governo, resultante das suas reformas administrativas, tinha-lhe criado vários inimigos. Naquela altura, o descontentamento com o governo tinha também passado para a população.
A corte muda-se para o Palácio de Christiansborg a 8 de janeiro de 1772. O primeiro baile de máscaras da temporada realiza-se no teatro da corte, em 16 de janeiro.
O golpe palaciano teve lugar no inicio da manhã de 17 de janeiro de 1772. Struensee, Brandt e a rainha Carolina Matilde foram presos nos seus respectivos quartos, e a suposta libertação do rei, levado numa carruagem de ouro em passeio por Copenhaga, foi recebida com grande alegria pelo povo. A principal acusação contra Struensee era a de que ele tinha usurpado a autoridade real, indo assim contra a lei real  (Kongelov). Struensee defendeu-se com bastante habilidade e, a princípio, confiante de que a acusação não ousaria envolver a rainha, ele negou que a ligação entre eles tivesse sido criminosa. A rainha foi levada como prisioneira para o Castelo de Kronborg.
A Kongelov não fazia menção das atitudes a tomar, caso o monarca se revelasse incapaz de governar. Entretanto, sendo um plebeu que se havia imposto aos círculos da nobreza, Struensee foi condenado por crime de lesa-majestade e usurpação da real autoridade, ambos delitos capitais, segundo a Kongelov.  O fato de outros o terem feito antes sem maiores repercussões não teve qualquer importância. Struensee e Brandt foram condenados a ter as mãos direitas decepadas, antes de serem decapitados. Em seguida, os seus corpos seriam arrastados por uma carroça e esquartejados. 
Struensee esperou a sua execução no Kastellet, em Copenhaga. As sentenças foram levadas a cabo a 28 de abril de 1772, sendo Brandt executado em primeiro lugar.

## Cinema
No cinema, Struensee foi retratado no filme dinamarquês de 2012 En kongelig affære  (no Brasil, O Amante da Rainha; em Portugal, Um Caso Real),  drama histórico dirigido por Nikolaj Arcel e estrelado por Mads Mikkelsen, Alicia Vikander e Mikkel Følsgaard. No filme, Brandt e Struensee são levados para serem executados, sendo que Brandt é executado primeiro.